# Neftegorsk (Samara)
Neftegorsk (russisch Нефтегорск) ist eine Stadt in der Oblast Samara (Russland) mit 19.254 Einwohnern (Stand 14. Oktober 2010).

## Geografie
Die Stadt liegt etwa 100 km südöstlich der Oblasthauptstadt Samara am linken Ufer der Sjesschaja, eines linken Nebenflusses der in die Wolga mündenden Samara.
Neftegorsk ist Verwaltungszentrum des gleichnamigen Rajons.
Nächstgelegene Eisenbahnstation ist das 36 Kilometer entfernte Bogatoje an der Strecke Samara–Orenburg.

## Geschichte
Neftegorsk entstand 1960 als Arbeitersiedlung bei einer Erdöllagerstätte, erhielt 1966 den Status einer Siedlung städtischen Typs und 1989 das Stadtrecht. Der Name ist vom russischen neft für Erdöl abgeleitet.

### Bevölkerungsentwicklung
| Jahr | Einwohner |
| ---- | --------- |
| 1970 | 11.789    |
| 1979 | 15.249    |
| 1989 | 18.895    |
| 2002 | 19.388    |
| 2010 | 19.254    |

Anmerkung: Volkszählungsdaten

## Wirtschaft
Neftegorsk ist eines der Zentren der Erdöl- und Erdgasförderung (durch Samaraneftegas, Bereich Bogatowskneft) der Oblast Samara. Öl und Gas werden auch in mehreren in der Umgebung liegenden Raffinerien weiterverarbeitet. Daneben gibt es Betriebe der Lebensmittelindustrie; in der Umgebung Landwirtschaft.